# Drosophila trisetosa
Drosophila trisetosa är en tvåvingeart som beskrevs av Toyohi Okada 1966.
Drosophila trisetosa ingår i släktet Drosophila och familjen daggflugor. Artens utbredningsområde är Indien och Nepal.